# Sprawiedliwość przypisana
Sprawiedliwość przypisana – w soteriologii protestanckiej oznacza sprawiedliwość Bożą, której zasługami człowiek wierzący dostępuje usprawiedliwienia przed Bogiem. Akt prawny, na drodze którego usprawiedliwienie zostaje osiągnięte, określa się jako przypisanie sprawiedliwości.

## Doktryna
Usprawiedliwienie w protestantyzmie rozumiane jest w świetle reformacyjnych zasad sola gratia oraz sola fide. Człowiek, w wyniku upadku, został pozbawiony sprawiedliwości pierwotnej i jako taki pozostaje całkowicie zdeprawowany, czego konsekwencją jest zupełna bezsilność moralna w stanie naturalnym (nieodrodzonym). Z tego powodu człowiek nie jest zdolny, aby sprostać wymaganiom sprawiedliwości Bożej, której wyrazem jest doskonałe posłuszeństwo prawu Bożemu. Jedynie Chrystus zadośćuczynił sprawiedliwości Bożej w ciele. Sprawiedliwość, dzięki której grzesznik zostaje ułaskawiony, jest mu zatem wyłącznie przypisana, co oznacza, że Bóg ułaskawiając grzesznika, widzi go takim, jak gdyby nigdy nie zgrzeszył i choć faktycznie nie zadośćuczynił on wymaganiom prawa, gdyż w stanie naturalnym jest do tego niezdolny, Bóg uznaje go za niewinnego na drodze aktu prawnego, którego podstawę stanowi przypisanie sprawiedliwości Chrystusa na konto grzesznika.

## Sprawiedliwość przypisana a udzielona
Wszystkie nurty protestantyzmu zgadzają się co do faktu, iż usprawiedliwienie grzesznika następuje wyłącznie poprzez akt przypisania sprawiedliwości Chrystusowej, nigdy zaś jej udzielenia. Jednak w wyznaniach tradycji metodystycznej oraz wyrastających z niej, tj. ruch uświęceniowy, adwentyści i zielonoświątkowcy, obok pojęcia sprawiedliwości przypisanej, która dotyczy usprawiedliwienia grzesznika, funkcjonuje także idea sprawiedliwości udzielonej, która według soteriologii owych wyznań, nie ma co prawda wpływu na uzyskanie usprawiedliwienia, jednak towarzyszy ona odrodzeniu oraz następnemu dziełu łaski, zwanemu uświęceniem.